# Pacific Islanders
I Pacific Islanders furono una selezione di rugby formata da giocatori provenienti dalle federazioni di Figi, Samoa e Tonga.
La selezione fu fondata nel 2004, e compì tour ogni due anni, ma dal 2008 restò inattiva. La selezione era governata dalla Pacific Islands Rugby Alliance (PIRA).

## Storia
L'esordio avvenne nel 2004 con alcuni match in terra australiana e neozelandese, compresa una sfida con il Sudafrica.

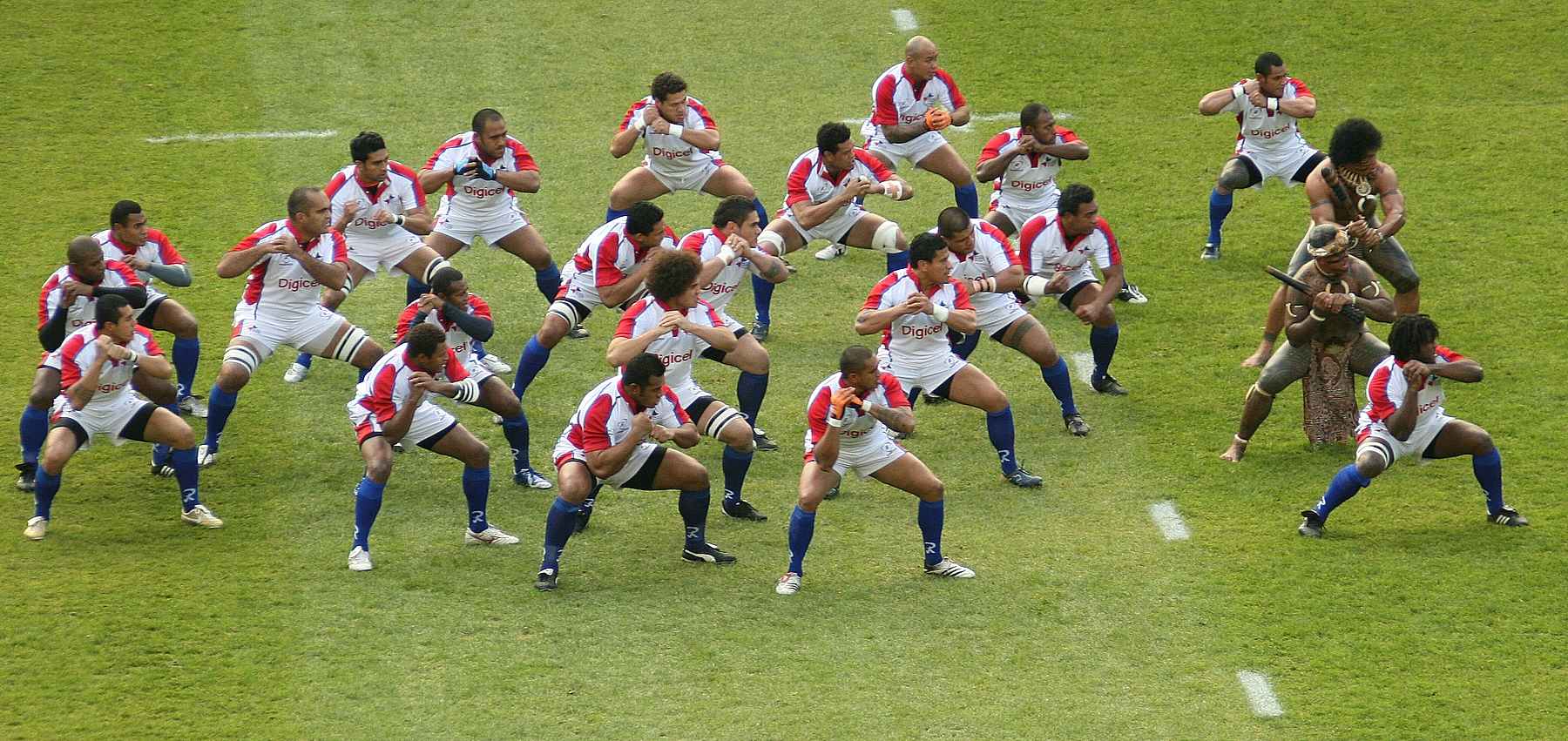
I Pacific Islanders prima di un test match contro la, 2006

Nel tour 2006 nella prima partita affrontarono il Galles, reduce da un pareggio con l'Australia e che schierò in pratica le seconde linee. Malgrado questo i gallesi si aggiudicarono il match, contro una squadra volenterosa, ma poco collaudata ed amalgamata.
Nel secondo incontro affrontarono gli scozzesi reduci da un facile successo con la Romania. Anche qui la partita venne vinta dai padroni di casa, grazie alla prestazione di Marcus Di Rollo.
Ancora più pesante fu la sconfitta con l'Irlanda, nell'ultima partita disputata al Lansdowne Road prima della ristrutturazione.
La squadra isolana ottenne la sua prima storica vittoria il 22 novembre 2008 allo Stadio Giglio di Reggio Emilia contro la nazionale dell'Italia per 25 a 17.

### Fine dell'alleanza
Nel luglio 2009, la Samoa Rugby Union decise di abbandonare l'alleanza lamentando di come il progetto non aveva prodotto i benefici finanziari sperati. Il presidente della SRU Su'a Peter Schuster motivò la decisione indicando la federazione internazionale come colpevole per aver limitato le possibilità di esibizione della selezione solo ogni quattro anni, e non più ogni due. Quindi rendendo poco redditizia l'adesione al PIRA. 

### Tentativi di rinascita
Sin dallo scioglimento si cominciò a parlare di un possibile rilancio dapprima nel Super 12 e poi in un tour dei British and Irish Lions ma non si concretizzò nulla.
La questione è tornata alla ribalta nel 2014, quando il Super Rugby era in procinto di allargarsi, si fece avanti la proposta di una franchigia che rappresentasse le isole del Pacifico, e nel 2020 quando, a causa della pandemia di Covid-19, il campionato dell'emisfero australe ha subito importanti rivoluzionamenti.

## Risultati

### Tour del 2004
| Arbitro: | André Watson |

|                                              |    |                     |
| 15’, 73’ Mortlock 37’, 57’ Giteau 50’ Cannon | mt | 48’ Lauaki 71’ Bobo |
| 57’ Roff 73’ Burke                           | tr | 48’, 71’ Bai        |

| Arbitro: | Stuart Dickinson |

|                                                                  |      |                                        |
| 1’, 48’ Rokocoko 15’ Marshall 30’ R. Gear 35’ Meeuws 80+1’ Umaga | mt   | 6’ Rabeni 19’, 43’ Sivivatu 57’ Lauaki |
| 30’, 35’, 48’, 80+1’ Carter                                      | tr   | 6’, 19’, 47’ Bai                       |
| 32’ Carter                                                       | c.p. |                                        |

| Arbitro: | Scott Young |

|                                               |      |                                            |
| 24’ J. Cronje 45’, 54’ Paulse 75’ de Villiers | mt   | 66’, 71’ Sivivatu 80+1’ Lauaki 80+15’ Bobo |
| 24’, 45’, 54’ Montgomery                      | tr   | 80+1’, 80+15’ Rabeni                       |
| 17’, 28’, 38’, 61’ Montgomery                 | c.p. |                                            |

### Tour del 2006
| Arbitro: | Wayne Barnes |

|                                                        |      |                                  |
| 14’ M. Jones 23’ Hook 29’ Morgan 39’ Byrne 48’ Sweeney | mt   | 37’ Va’a 42’ Mapusua 56’ Ratuvou |
| 14’, 23’, 29’, 39’, 48’ Sweeney                        | tr   | 56’ Pisi                         |
| 4’ Sweeney                                             | c.p. | 53’ Pisi                         |

| Arbitro: | Bryce Lawrence |

|                                    |      |                              |
| Brown, Callam, di Rollo, Henderson | mt   | Caucaunibuca, Leo, Ratuvou 2 |
| Paterson (4)                       | tr   | Pisi                         |
| Paterson                           | c.p. |                              |
| di Rollo                           | drop |                              |

| Arbitro: | Christophe Berdos |

|                                                                   |      |                       |
| R. Best, Easterby (2), Hickie, Horgan O'Connell, O'Kelly, Wallace | mt   | Fa'atau, Pisi, Rabeni |
| Wallace (6)                                                       | tr   | Pisi                  |
| Wallace (3)                                                       | c.p. |                       |

### Tour del 2008
| Arbitro: | George Clancy |

|                                                    |      |                  |
| Sackey 13’, 75’ Cipriani 37’ Kennedy 43’ Mears 68’ | mt   | 15’ Rabeni       |
| Cipriani 14’, 37’, 44’, 68’                        | tr   | 16’ Hola         |
| Cipriani 9’, 31’                                   | c.p. | 40’ Hola 55’ Bai |

| Arbitro: | Nigel Owens |

|                                                                       |      |                      |
| Szarzewski 24’ Tillous-Borde 27’ Heymans 46’ Picamoles 70’ Médard 75’ | mt   | 77’ Taione           |
| D. Skrela 25’, 28’, 71’, 76’                                          | tr   |                      |
| D. Skrela 7’, 50’, 60’                                                | c.p. | 2’, 9’, 34’, 40’ Bai |

| Arbitro: | Wayne Barnes |

|                                     |      |                             |
| Ghiraldini 13’ Mauro Bergamasco 64’ | mt   | 2’, 37’ Delasau 39’ Ratuvou |
| Marcato 14’, 65’                    | tr   | 2’, 38’ Bai                 |
| Marcato 7’                          | c.p. | 18’, 42’ Bai                |